# الشرف (إب)

تعديل مصدري - تعديل

الشرف محلة تابعة لقرية اليهاري، التابعة لعزلة الروس بمديرية إب إحدى مديريات محافظة إب في الجمهورية اليمنية، بلغ تعداد سكانها 431 حسب تعداد اليمن لعام 2004.